# JEWELRY first
JEWELRY first（ジュエリー・ファースト）はJEWELRYの日本での1枚目（通算4枚目）のアルバム。

## 内容
初めて日本でリリースした小澤正澄の編曲主体のフルアルバム。14曲中4曲は三枝夕夏 IN dbのカバーである。「ココロが止まらない」「胸いっぱいのこの愛を 誰より君に」は『U-ka saegusa IN db II』で、「白のファンタジー」は『U-ka saegusa IN db IV 〜クリスタルな季節に魅せられて〜』で、「忘れないで」は『U-ka saegusa IN db Final Best』で、後に三枝夕夏 IN dbがセルフカバー。

## 収録曲
1. ココロが止まらない
作詞：三枝夕夏　作曲：大野愛果　編曲：小澤正澄
2. 胸いっぱいのこの愛を 誰より君に
作詞：三枝夕夏　作曲：大野愛果　編曲：小澤正澄
3. 忘れないで
作詞：三枝夕夏　作曲：大野愛果　編曲：小澤正澄
4. LUCKY LOVE!
作詞：佐々木美和　作曲：徳永暁人　編曲：小澤正澄
5. 眠る君の横顔に微笑みを（原曲：三枝夕夏 IN db）
作詞：三枝夕夏　作曲：大野愛果　編曲：小澤正澄
6. Delight Sweet Life
作詞：三枝夕夏　作曲：村田浩一・加藤功美　編曲：小澤正澄
7. デイジー
作詞：佐々木美和　作曲・編曲：後藤康二
8. I believe
作詞：三枝夕夏　作曲：宝仙明伽音　編曲：小澤正澄
9. かじりかけのオレンジ
作詞：佐々木美和　作曲：蔵石建　編曲：小澤正澄
10. PASSIONATE WAVE（原曲：三枝夕夏 IN db）
作詞：三枝夕夏　作曲：徳永暁人　編曲：小澤正澄
11. 君と約束した優しいあの場所まで（原曲：三枝夕夏 IN db）
作詞：三枝夕夏　作曲・編曲：小澤正澄
12. 白のファンタジー
作詞：三枝夕夏　作曲：大野愛果　編曲：池田大介
13. 違う世界で出逢えたら(album ver.)
作詞：佐々木美和　作曲：宝仙明伽音　編曲：池田大介
14. ひらり 夢一夜（原曲：三枝夕夏 IN db）
作詞：三枝夕夏　作曲：川島だりあ　編曲：池田大介

## 参加ミュージシャン
- 小澤正澄 - ギター
- 後藤康二 - ギター、コーラス
- 大田紳一郎（doa） - コーラス
- 宇徳敬子 - コーラス
- 池田大介 - シンセサイザー